# Ортон (тауншип, Миннесота)
Ортон (англ. Orton) — тауншип в округе Уодина, Миннесота, США. На 2000 год его население составило 220 человек.

## География
По данным Бюро переписи населения США площадь тауншипа составляет 90,1 км², из которых 89,1 км² занимает суша, а 1,0 км² — вода (1,09 %).

## Демография
По данным переписи населения 2000 года здесь находились 220 человек, 85 домохозяйств и 62 семьи.  Плотность населения —  2,5 чел./км².  На территории тауншипа расположено 112 построек со средней плотностью 1,3 построек на один квадратный километр. Расовый состав населения: 95,00 % белых, 0,45 % азиатов, 4,09 % — других рас США и 0,45 % приходится на две или более других рас. Испанцы или латиноамериканцы любой расы составляли 4,55 % от популяции тауншипа.
Из 85 домохозяйств в 22,4 % воспитывались дети до 18 лет, в 64,7 % проживали супружеские пары, в 3,5 % проживали незамужние женщины и в 25,9 % домохозяйств проживали несемейные люди. 22,4 % домохозяйств состояли из одного человека, при том 15,3 % из — одиноких пожилых людей старше 65 лет. Средний размер домохозяйства — 2,59, а семьи — 3,03 человека.
22,7 % населения — младше 18 лет, 9,1 % — в возрасте от 18 до 24 лет, 22,7 % — от 25 до 44, 29,5 % — от 45 до 64, и 15,9 % — старше 65 лет. Средний возраст — 42 года. На каждые 100 женщин приходилось 107,5 мужчин.  На каждые 100 женщин старше 18 приходилось 112,5 мужчин.
Средний годовой доход домохозяйства составлял 26 875 долларов, а средний годовой доход семьи —  33 750 долларов. Средний доход мужчин —  24 250  долларов, в то время как у женщин — 17 917. Доход на душу населения составил 12 625 долларов. За чертой бедности находились 14,3 % семей и 16,7 % всего населения тауншипа, из которых 19,0 % младше 18 и 14,6 % старше 65 лет.